# Kriechender Weißbecher
Der Kriechende Weißbecher (Nierembergia repens) ist eine Pflanzenart aus der Gattung der Weißbecher (Nierembergia) in der Familie der Nachtschattengewächse (Solanaceae).

## Merkmale
Der Kriechende Weißbecher ist eine ausdauernde Pflanze, die Wuchshöhen von 10 bis 30 Zentimeter erreicht. Sie bildet oberirdische Ausläufer aus. Der Stängel ist kriechend. Die Blätter sind verkehrteiförmig bis breit elliptisch und 2 bis 3,5 × 1 bis 1,5 Zentimeter groß. Der Blattstiel ist 1,2 bis 4 Zentimeter lang. Die Blüten werden an den Stängelknoten gebildet, sind fast sitzend und weiß oder violett gefärbt. Die Krone hat einen Durchmesser von 2,5 bis 3 Zentimeter. Die Röhre ist schmal und 3 bis 6 Zentimeter lang.
Blütezeit ist von Juni bis September.
Die Chromosomenzahl beträgt 2n = 16.

## Vorkommen
Der Kriechende Weißbecher kommt in den Anden, in Uruguay und in Argentinien in Wäldern und an Waldrändern vor. Das gesamte Verbreitungsgebiet liegt in den Ländern Chile, Argentinien, Uruguay, Kolumbien, Ecuador und Peru.

## Nutzung
Der Kriechende Weißbecher wird zerstreut als Zierpflanze in Sommerrabatten, als Topfpflanze und für Einfassungen genutzt. Er wird oft einjährig kultiviert. Diese Art ist seit der zweiten Hälfte des 19. Jahrhunderts in Kultur.